# Water of Deugh
Water of Deugh (auch englisch Waterhead oder The King’s Cairn genannt) ist ein Bargrennan Tomb bei Bellsbank, östlich der A713 (zwischen Dalmellington und Carsphairn) und westlich des „Water of Deugh“ in Dumfries and Galloway in Schottland. Der markierte Wanderweg „Water of Deugh Trail 1“ führt zu dieser schwer auffindbaren Megalithanlage.
Die 1928 ausgeraubten Überreste des King’s Cairn wurden von Alexander Ormiston Curle (1866–1955) untersucht. Der zumeist ein bis zwei Meter hohe Cairn ist mit Rasen bedeckt. Eine relativ moderne Mauer umgibt den etwa 20 m langen Cairn, ein wenig außerhalb seiner Kanten.
Das Denkmal besteht aus zwei getrennten Kammern. Die Überreste der Kammern sind etwa 3,0 m lang und liegen auf einer Nordwest-Südost orientierten Achse. Sie bestehen aus Platten und Trockenmauerwerk aus großen Steinen. Die Ostwand der südlichen Kammer erreicht eine Höhe von 0,9 m. Über der Nordkammer liegen zwei überlappende Deckenplatten und eine dritte, die versetzt zu sein scheint. Weitere Kammer- oder Gangdetails sind weitgehend durch Trümmer verdeckt.